# Aroace

Bandeira aroace

Aroace é a abreviação usada para se referir a pessoas que se identificam como arromânticas e assexuais, sexualidades e romanticidades que estão presentes na letra A em LGBTQIAPN+. Pessoas aroace não sentem atração sexual nem romântica. O oposto de arromanticidade é alorromanticidade e o oposto de assexualidade é alossexualidade. Uma pessoa alossexual que é arromântica é chamada de aloaro ou aroalo (em inglês:  aroallo ou alloaro) e uma pessoa alorromântica e assexual é chamada de aloace (em inglês:  alloace).

## Bandeira
A bandeira aroace foi projetada para identificar pessoas que são assexuais e arromânticas em qualquer lugar dos espectros. Ela é composta por dois tons de azul, uma faixa branca, uma amarela e outra laranja. Elas representam o espectro arromântico e assexual, pessoas aplatônicas, relações fora do padrão convencional, relações românticas e sexuais e a comunidade.

## Etimologia
A palavra aroace mistura ambas as abreviações ou gírias aro, para arromântico, e ace, para assexual. A partícula ace faz referência ao ás do baralho, sendo ás de espadas um símbolo utilizado para indicar a arromanticidade assexual.